# 크리스토퍼 레이드

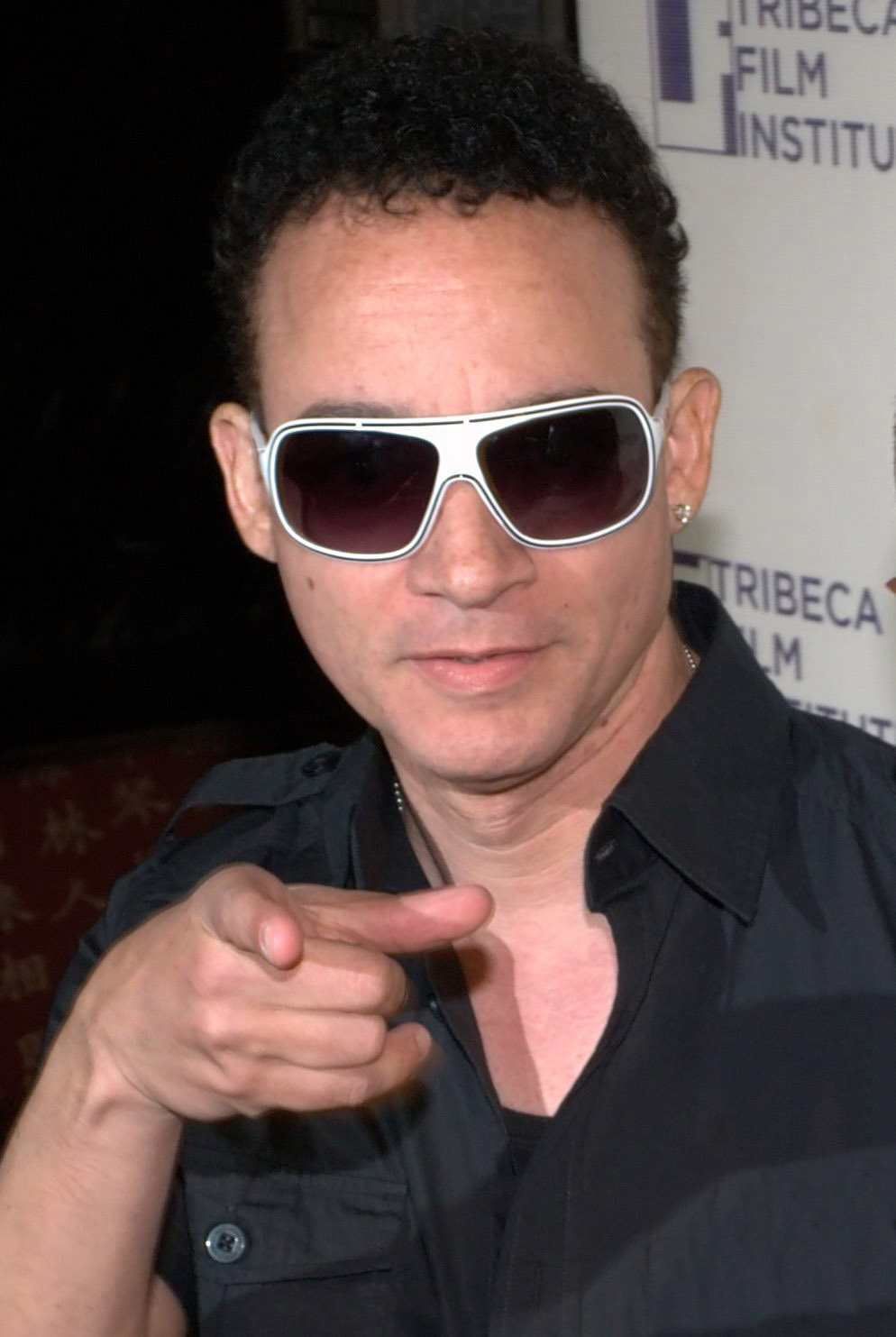

크리스토퍼 레이드(Christopher Reid, 1964년 4월 5일 ~ )는 미국의 배우, 가수, 각본가, 성우이다.

## 출연 작품
- 아파트먼트 트러블 (2014년)
- 우주전쟁 2 : 넥스트웨이브 (2008년)
- 스워드 오브 오너 (1994년)
- 하우스 파티 3 (1994년)
- 클래스 엑트 (1992년)
- 하우스 파티 2 (1991년)
- 하우스 파티 (1990년)

### 텔레비전
- The Temptations (1998)
- 슈파 닌자 시즌1 (2011년) - 더 라이머 역
- 더 레이트 레이트 쇼 위드 크레이그 퍼거슨 (2005년)